# Drukarka mobilna
Drukarka mobilna – urządzenie, które pozwala drukować dokumenty, mimo że znajduje się daleko od tradycyjnej sieci lub drukarki lokalnej. Drukarki często zsynchronizowane z tabletem, smartfonem lub terminalem płatniczym.

## Zasada działania
Najczęściej drukowanie mobilne odbywa się bezprzewodowo. Urządzenie korzysta wtedy z sieci Bluetooth lub 802.11 (warstwa fizyczna i MAC bezprzewodowych sieci lokalnych WLAN). Oba standardy komunikacji bazują na falach radiowych. Niektóre starsze drukarki mobilne wykorzystują wiązki podczerwieni.
Sposób konfiguracji drukarki w dużej mierze uzależniony jest od możliwości sprzętu (laptopa, tabletu lub smartfona), z którym ma być zsynchronizowana. Drukarki mobilne zwykle są kompatybilne z systemami operacyjnymi: Android, iOS. Windows i Symbian.
Wspomniane urządzenia zazwyczaj wykorzystują druk termiczny lub druk atramentowy, który może osiągnąć prędkość do 80 mm na sekundę. Użytkownik może wybrać opcję: drukowanie jednostronne lub dwustronne. Ponadto zaznacza, czy interesuje go wydruk czarno-biały, czy kolorowy.

## Rodzaje drukarek mobilnych

### Według formatu dokumentów do druku
- drukarka przenośna do etykiet: ma ekran LCD i małą klawiaturę. Służy do drukowania m.in. etykiet, paragonów, biletów, faktur. Drukuje zarówno w trybie termotransferowym, jak i termicznym;
- drukarka przenośna A4: umożliwia szybki wydruk dokumentów, obsługuje nośniki o maksymalnym rozmiarze A4;
- drukarka przenośna fotograficzna: służy przede wszystkim do wydruku zdjęć. Nowoczesne modele można połączyć przy pomocy Bluetooth i Wi-fi[3].

### Według technologii druku
- drukarka przenośna laserowa: wykorzystuje diodę LED lub światło laserowe;
- drukarka przenośna atramentowa: ma głowicę drukującą, która przenosi na papier krople tuszu znajdującego się w tonerze;
- drukarka przenośna termiczna (igłowa): wykorzystuje specjalny papier poddany obróbce chemicznej, który ciemnieje po podgrzaniu przez termiczną głowicę drukującą. Zazwyczaj używa się jej do drukowania pokwitowań i etykiet wysyłkowych[3].